# Schizocladiaceae
Famille
Les Schizocladiaceae sont une famille d'algues de l'embranchement des Ochrophyta  de la classe des Schizocladiophyceae et de l’ordre des Schizocladiales.
Cette petite algue multicellulaire pourrait être commune dans les étages infralittoral et circalittoral de mer Méditerranée, mais serait passée inaperçue en raison de sa petite taille.

## Étymologie
Le nom vient du genre type Schizocladia, composé du préfixe schiz-, « coupé, divisé, fendu », et du suffixe -clad, « branche ; rameau », littéralement « rameau divisé », en référence à l'apparence macroscopique de l'algue « formée de thalles dressés et ramifiés ».

## Liste des genres et espèces
Selon AlgaeBase (19 mars 2022) et World Register of Marine Species (19 mars 2022) :
- Schizocladia Henry, Okuda & H.Kawai, 2003
  - Schizocladia ischiensis  Henry, Okuda & H.Kawai, 2003

## Taxonomie
L'étude de la phylogénie moléculaire du genre Schizocladia a montré sa relation très étroite avec trois classes d'algues : les Phaeophyceae, les Phaeothamniophyceae et les Xanthophyceae, mais Kawaia et ses collaborateurs n'ont inclus ce genre dans aucun de ces taxons. En effet, Schizocladia diffère notamment des Phaeophyceae par certaines caractéristiques essentielles (paroi cellulaire dépourvue de cellulose et de plasmodesmes, présence d'une « hélice de transition » flagellaire). En conséquence, la classe indépendante des Schizocladiophyceae et le nouvel ordre des Schizocladiales furent proposés pour accueillir ce nouveau taxon.